# Dagmar Thorpe
Darmar Thorpe (Oklahoma, 1947) és una intel·lectual fox i sauk, neta del mític esportista amerindi Jim Thorpe i filla de l'activista de l'AIM Grace Thorpe. És directora executiva de l'organització The Thakiwa Nation per a rellançar el conreu de la llengua sac i fox. Ha escrit People of the Seventh Fire (1996) i Position paper on the developement of a tribal court apellate process and Board of Native American justice (1976).